# بلوموندو (فلم)
بلْموندو أو بيلموندو هو فيلمٌ مصريٌ بدأ عرضه في 15 نوفمبر 2023.

## قصة الفيلم
بلموندو (حسن الرداد)، يتزوج من فتاة تنتمي إلى طبقة اجتماعية راقية. يستغل سفرها لإقامة حفلة، لكنه يتعرض لعدة مفاجآت لم يتوقعها.

## إنتاج الفيلم
الفيلم من بطولة حسن الرداد، وميرنا نور الدين، ومحمود حافظ، وهاجر أحمد، وإنجي وجدان، ومحمد محمود، وسماء إبراهيم، وكذلك محمد رضوان، ومصطفى أبو سريع،وعدد من النجوم كضيوف الشرف، والفيلم من تأليف حازم ومحمد ويفى، وإخراج ياسر سامي.